# For the Good Times: A Tribute to Ray Price
For the Good Times: A Tribute to Ray Price è un album in studio del cantante di musica country statunitense Willie Nelson, pubblicato nel 2016.

## Tracce
1. Heartaches by the Number (featuring The Time Jumpers) – 3:05 (Harlan Howard)
2. I'll Be There (If You Ever Want Me) (featuring the Time Jumpers) – 2:10 (Rusty Gabbard, Ray Price)
3. Faded Love – 5:24 (Bob Wills, Johnny Lee Wills)
4. It Always Will Be – 3:34 (Willie Nelson)
5. City Lights (featuring the Time Jumpers) – 2:57 (Bill Anderson)
6. Don't You Ever Get Tired of Hurting Me (featuring the Time Jumpers) – 2:34 (Hank Cochran)
7. Make the World Go Away – 3:03 (Hank Cochran)
8. I'm Still Not Over You – 4:31 (Willie Nelson)
9. Night Life – 3:19 (Walt Breeland, Paul Buslirk, Willie Nelson)
10. Crazy Arms (featuring the Time Jumpers) – 2:44 (Ralph Mooney, Charles Seals)
11. Invitation to the Blues (featuring the Time Jumpers) – 2:47 (Roger Miller)
12. For the Good Times – 4:17 (Kris Kristofferson)